# Heidesee
Heidesee är en kommun vid floden Dahme i östra Tyskland, belägen i Landkreis Dahme-Spreewald i förbundslandet Brandenburg, omkring 30 km sydost om Berlin och 10 km öster om staden Königs Wusterhausen. Kommunstyrelsen har sitt säte i orten Friedersdorf. Heidesees är administrativt en självstyrande kommun.

## Kommunikationer
Genom kommunen passerar motorvägen A12, med avfarten Friedersdorf, och även förbundsvägarna Bundesstrasse 179 och Bundesstrasse 246.
Friedersdorfs järnvägsstation trafikeras av regionaltåglinjen RB36 mot Berlin-Lichtenberg via Königs Wusterhausen och i andra riktningen mot Frankfurt (Oder) via Beeskow.